# Liste der DIN-Normen/DIN EN ISO
Hier befindet sich die Liste der DIN-EN-ISO-Normen. Für andere DIN-Normen siehe Liste der DIN-Normen.

## DIN EN ISO 1–9999
- DIN EN ISO 1 Referenztemperatur für geometrische Produktspezifikation und -prüfung
- DIN EN ISO 60 Bestimmung der scheinbaren Dichte von Formmassen, die durch einen genormten Trichter abfließen können (Schüttdichte)
- DIN EN ISO 61 Kunststoffe – Bestimmung der scheinbaren Dichte von Formmassen, die nicht durch einen gegebenen Trichter abfließen können (Stopfdichte)
- DIN EN ISO 62 Kunststoffe – Bestimmung der Wasseraufnahme
- DIN EN ISO 75 Kunststoffe – Bestimmung der Wärmeformbeständigkeitstemperatur
  - Teil 1 Allgemeines Prüfverfahren
  - Teil 2 Kunststoffe und Hartgummi
  - Teil 3 Hochbeständige härtbare Schichtstoffe und langfaserverstärkte Kunststoffe
- DIN EN ISO 90 Begriffe und Verfahren zur Bestimmung von Abmessungen und Volumen
  - Teil 1 Falzdeckeldosen
  - Teil 2 Wiederverschließbare Metallverpackungen
  - Teil 3 Aerosoldosen
- DIN EN ISO 105 Textilien – Farbechtheitsprüfungen
  - Teil A01 Allgemeine Prüfgrundlagen
  - Teil A04 Methode zur instrumentellen Bewertung des Anblutens der Begleitgewebe
  - Teil A05 Instrumentelle Bewertung der Änderung der Farbe zur Bestimmung der Graumaßstabszahl
  - Teil A08 Vokabular der Farbmetrik
  - Teil B01 Farbechtheit gegen Licht: Tageslicht
  - Teil B02 Farbechtheit gegen künstliches Licht: Xenonbogenlicht
  - Teil B03 Farbechtheit gegen Bewetterung: Bewetterung im Freien
  - Teil B04 Farbechtheit gegen künstliche Bewetterung: Xenonbogenlicht
  - Teil B05 Erkennung und Bestimmung der Photochromie
  - Teil B06 Farbechtheit und Alterung gegen künstliches Licht bei hohen Temperaturen: Prüfung mit der Xenonbogenlampe
  - Teil B07 Farbechtheit gegen Licht von mit künstlichem Schweiß angefeuchteten Textilien
  - Teil B08 Überprüfung der blauen Lichtechtheitstypen aus Wollgewebe 1 bis 7
  - Teil B10 Künstliche Bewitterung – Belichtung mit gefilterter Xenonbogenstrahlung
  - Teil C06 Farbechtheit bei der Haushaltswäsche und der gewerblichen Wäsche
  - Teil C07 Farbechtheit von nassen, pigmentbedruckten Textilien gegen Bürsten
  - Teil C08 Farbechtheit bei der Haushalts- und gewerblichen Wäsche unter Verwendung eines phosphatfreien Testwaschmittels und eines bei niedrigen Temperaturen wirkenden Bleichaktivators
  - Teil C09 Farbechtheit gegen oxidative Bleiche in der Haushaltswäsche und der gewerblichen Wäsche unter Verwendung eines phosphatfreien Testwaschmittels und eines bei niedrigen Temperaturen wirkenden Bleichaktivators
  - Teil C10 Farbechtheit gegen das Waschen mit Seife oder mit Seife und Soda
  - Teil C12 Farbechtheit gegen industrielle Wäsche
  - Teil D01 Bestimmung der Trockenreinigungsechtheit mit Perchlorethylen-Lösemittel
  - Teil D02 Bestimmung der Reibechtheit: Organise Lösemittel
  - Teil E01 Farbechtheit gegen Wasser
  - Teil E02 Farbechtheit gegen Meerwasser
  - Teil E03 Farbechtheit gegen gechlortes Wasser (Badewasser in Schwimmbädern)
  - Teil E04 Farbechtheit gegen Schweiß
  - Teil E05 Farbechtheit gegen Flecken: Säure
  - Teil E06 Farbechtheit gegen Flecken: Alkali
  - Teil E07 Farbechtheit gegen Flecken: Wasser
  - Teil E09 Farbechtheit gegen siedendes Wasser (Pottingechtheit)
  - Teil E12 Farbechtheit gegen Walken: Alkalische Walke
  - Teil E16 Farbechtheit gegen Wasserflecken auf Möbelbezugsstoffen
  - Teil G02 Farbechtheit gegen Verbrennungsgase
  - Teil G03 Bestimmung der Farbechtheit gegen Ozon in der Atmosphäre
  - Teil J01 Grundlagen für die Messung von Körperfarben
  - Teil J03 Berechnung von Farbdifferenzen
  - Teil J05 Verfahren zur instrumentellen Ermittlung der Farbinkonstanz einer Probe bei Änderung der Lichtart (CMCCON02)
  - Teil P02 Farbechtheit gegen Plissieren: Dampfplissieren
  - Teil X12 Farbechtheit gegen Reiben
  - Teil X16 Farbechtheit gegen Reiben; Kleine Flächen
  - Teil X18 Bestimmung der Möglichkeit der Vergilbung durch Phenole
  - Teil Z06 Bewertung der Migration von Farbstoffen und Pigmenten
  - Teil Z07 Bestimmung der Löslichkeit und der Lösungsbeständigkeit von wasserlöslichen Farbstoffen
- DIN EN ISO 128 Technische Zeichnungen, Allgemeine Grundlagen der Darstellung
- DIN EN ISO 139 Textilien – Normalklimate für die Probenvorbereitung und Prüfung
- DIN EN ISO 140 Akustik – Messung der Schalldämmung in Gebäuden und von Bauteilen
  - Teil 4 Messung der Luftschalldämmung zwischen Räumen in Gebäuden
  - Teil 5 Messung der Luftschalldämmung von Fassadenelementen und Fassaden an Gebäuden
  - Teil 7 Messung der Trittschalldämmung von Decken in Gebäuden
  - Teil 14 Leitfäden für besondere bauliche Bedingungen
  - Teil 18 Messung des durch Regenfall auf Bauteile verursachten Schalls im Prüfstand
- DIN EN ISO 148 Metallische Werkstoffe – Kerbschlagbiegeversuch nach Charpy
  - Teil 1 Prüfverfahren
  - Teil 2 Prüfung der Prüfmaschinen (Pendelschlagwerke)
- DIN EN ISO 150 Rohleinöl, Lackleinöl und Leinölfirnis für Beschichtungsstoffe – Anforderungen und Prüfung
- DIN EN ISO 172 Kunststoffe – Phenoplast-Formteile – Nachweis von freiem Ammoniak
- DIN EN ISO 175 Kunststoffe – Prüfverfahren zur Bestimmung des Verhaltens gegen flüssige Chemikalien
- DIN EN ISO 176 Kunststoffe – Bestimmung der Weichmacherabgabe – Aktivkohleverfahren
- DIN EN ISO 177 Kunststoffe – Bestimmung der Migration von Weichmachern
- DIN EN ISO 178 Kunststoffe – Bestimmung der Biegeeigenschaften
- DIN EN ISO 179 Kunststoffe – Bestimmung der Charpy-Schlageigenschaften
  - Teil 1 Nicht instrumentierte Schlagzähigkeitsprüfung
  - Teil 2 Instrumentierte Schlagzähigkeitsprüfung
- DIN EN ISO 180 Kunststoffe – Bestimmung der Izod-Schlagzähigkeit
- DIN EN ISO 182 Kunststoffe – Bestimmung der Neigung von Formmassen und Erzeugnissen auf der Basis von Vinylchlorid-Homopolymeren und -Copolymeren, bei erhöhten Temperaturen Chlorwasserstoff und andere saure Produkte abzugeben
  - Teil 2 pH-Meßgerät-Verfahren
  - Teil 3 Leitfähigkeitsverfahren
  - Teil 4 Potentiometrisches Verfahren
- DIN EN ISO 204 Metallische Werkstoffe – Einachsiger Zeitstandversuch unter Zugbeanspruchung – Prüfverfahren
- DIN EN ISO 216 Schreibpapier und bestimmte Gruppen von Drucksachen – Endformate – A- und B-Reihen und Kennzeichnung der Maschinenlaufrichtung
- DIN EN ISO 225 Mechanische Verbindungselemente – Schrauben und Muttern – Bemaßung
- DIN EN ISO 228 Rohrgewinde
- DIN EN ISO 252 Fördergurte – Lagenhaftung zwischen den Bestandteilen – Prüfverfahren
- DIN EN ISO 266 Akustik – Normfrequenzen
- DIN EN ISO 276 Bindemittel für Beschichtungsstoffe – Leinöl-Standöl – Anforderungen und Prüfverfahren
- DIN EN ISO 277 Bindemittel für Beschichtungsstoffe – Rohes Holzöl – Anforderungen und Prüfverfahren
- DIN EN ISO 283 Textilfördergurte – Zugfestigkeit bei voller Gurtdicke, Bruchdehnung und Dehnung bei breitenbezogener Bruchkraft – Prüfverfahren
- DIN EN ISO 284 Fördergurte – Elektrische Leitfähigkeit – Spezifikation und Prüfverfahren
- DIN EN ISO 286 Geometrische Produktspezifikation (GPS) – ISO-Toleranzsystem für Längenmaße
  - Teil 1 Grundlagen für Toleranzen, Abmaße und Passungen
  - Teil 2 Tabellen der Grundtoleranzgrade und Grenzabmaße für Bohrungen und Wellen
- DIN EN ISO 287 Papier und Pappe – Bestimmung des Feuchtegehaltes eines Lieferpostens – Wärmeschrankverfahren
- DIN EN ISO 291 Kunststoffe – Normalklimate für Konditionierung und Prüfung
- DIN EN ISO 293 Kunststoffe – Formgepresste Probekörper aus Thermoplasten
- DIN EN ISO 294 Kunststoffe – Spritzgießen von Probekörpern aus Thermoplasten
  - Teil 1 Allgemeine Grundlagen und Herstellung von Vielzweckprobekörpern und Stäben
  - Teil 2 Kleine Zugstäbe
  - Teil 3 Kleine Platten
  - Teil 4 Bestimmung der Verarbeitungsschwindung
  - Teil 5 Kunststoffe – Spritzgießen von Probekörpern aus Thermoplasten – Teil 5: Herstellung von Standardprobekörpern zur Ermittlung der Anisotropie
- DIN EN ISO 295 Kunststoffe – Pressen von Probekörpern aus duroplastischen Werkstoffen
- DIN EN ISO 305 Kunststoffe – Bestimmung der Thermostabilität von Polyvinylchlorid (PVC), verwandten chlorhaltigen Homopolymeren und Copolymeren und ihren Formmassen – Verfärbungsverfahren
- DIN EN ISO 306 Kunststoffe – Thermoplaste – Bestimmung der Vicat-Erweichungstemperatur (VST)
- DIN EN ISO 307 Kunststoffe – Polyamide – Bestimmung der Viskositätszahl
- DIN EN ISO 308 Kunststoffe – Phenolharz-Formmassen – Bestimmung des acetonlöslichen Anteils (scheinbarer Harzgehalt von Formmassen in unverarbeitetem Zustand)
- DIN EN ISO 340 Fördergurte – Brandverhalten bei Laborprüfung – Anforderungen und Prüfverfahren
- DIN EN ISO 354 Akustik – Messung der Schallabsorption in Hallräumen
- DIN EN ISO 376 Metallische Werkstoffe – Kalibrierung der Kraftmessgeräte für die Prüfung von Prüfmaschinen mit einachsiger Beanspruchung
- DIN EN ISO 377 Stahl und Stahlerzeugnisse – Lage und Vorbereitung von Probenabschnitten und Proben für mechanische Prüfung
- DIN EN ISO 385 Laborgeräte aus Glas – Büretten
- DIN EN ISO 389 Akustik – Standard-Bezugspegel für die Kalibrierung audiometrischer Geräte
  - Teil 1 Äquivalente Bezugs-Schwellenschalldruckpegel für reine Töne und supra-aurale Kopfhörer
  - Teil 2 Äquivalente Bezugs-Schwellenschalldruckpegel für reine Töne und Einsteckhörer
  - Teil 3 Äquivalente Bezugs-Schwellenkraftpegel für reine Töne und Knochenleitungshörer
  - Teil 4 Bezugspegel für schmalbandige Verdeckungsgeräusche
  - Teil 5 Äquivalente Bezugs-Schwellenschalldruckpegel für reine Töne im Frequenzbereich 8 kHz bis 16 kHz
  - Teil 6 Äquivalente Bezugs-Schwellenschalldruckpegel für akustische Kurzzeit-Testsignale
  - Teil 7 Bezugshörschwellen unter Freifeld- und Diffusfeldbedingungen
  - Teil 8 Äquivalente Bezugs-Schwellenschalldruckpegel für reine Töne und circumaurale Kopfhörer
  - Teil 9 Vorzugs-Messbedingungen zur Bestimmung von Bezugs-Hörschwellenpegeln
- DIN EN ISO 407 Schutzhandschuhe gegen thermische Risiken (Hitze und/oder Feuer)
- DIN EN ISO 439 Stahl und Eisen – Bestimmung des Gesamtsiliziumgehaltes – Gravimetrisches Verfahren
- DIN EN ISO 445 Paletten für die Handhabung von Gütern – Begriffe
- DIN EN ISO 463 Geometrische Produktspezifikation (GPS) – Längenmessgeräte – Konstruktionsmerkmale und messtechnische Merkmale für mechanische Messuhren
- DIN EN ISO 472 Kunststoffe – Fachwörterverzeichnis
- DIN EN ISO 483 Kunststoffe – Kleine Kammern für die Konditionierung und Prüfung bei konstanter relativer Luftfeuchte über wässrigen Lösungen
- DIN EN ISO 489 Kunststoffe – Bestimmung des Brechungsindex
- DIN EN ISO 505 Fördergurte – Verfahren zur Bestimmung der Weiterreißfestigkeit von Textil-Fördergurten
- DIN EN ISO 520 Getreide und Hülsenfrüchte – Bestimmung der 1000-Korn-Masse
- DIN EN ISO 527 Kunststoffe – Bestimmung der Zugeigenschaften
  - Teil 1 Allgemeine Grundsätze
  - Teil 2 Prüfbedingungen für Form- und Extrusionsmassen
  - Teil 3 Prüfbedingungen für Folien und Tafeln
  - Teil 4 Prüfbedingungen für isotrop und anisotrop faserverstärkte Kunststoffverbundwerkstoffe
  - Teil 5 Prüfbedingungen für unidirektional faserverstärkte Kunststoffverbundwerkstoffe
- DIN EN ISO 534 Papier und Pappe – Bestimmung der Dicke, der Dichte und des spezifischen Volumens
- DIN EN ISO 535 Papier und Pappe – Bestimmung des Wasserabsorptionsvermögens
- DIN EN ISO 536 Papier und Pappe – Bestimmung der flächenbezogenen Masse
- DIN EN ISO 542 Ölsamen – Probenahme
- DIN EN ISO 544 Schweißzusätze – Technische Lieferbedingungen für Schweißzusätze und Pulver – Art des Produktes, Maße, Grenzabmaße und Kennzeichnung
- DIN EN ISO 580 Kunststoff-Rohrleitungs- und Schutzrohrsysteme – Spritzguss-Formstücke aus Thermoplasten – Verfahren für die visuelle Beurteilung der Einflüsse durch Warmlagerung
- DIN EN ISO 583 Textilfördergurte – Gesamtdicke und Dicke der Aufbauelemente – Prüfverfahren
- DIN EN ISO 584 Kunststoffe – Ungesättigte Polyesterharze – Bestimmung der Reaktivität bei 80 °C (herkömmliches Verfahren)
- DIN EN ISO 585 Kunststoffe – Weichmacherfreies Celluloseacetat – Bestimmung des Feuchtegehaltes
- DIN EN ISO 591 Titandioxid-Pigmente
  - Teil 1 Anforderungen und Prüfverfahren
- DIN EN ISO 595 Wiederverwendbare medizinische Glasspritzen oder Spritzen aus Glas und Metall
  - Teil 2 Konstruktion, Anforderungen an die Funktion und Prüfungen
- DIN EN ISO 604 Kunststoffe – Bestimmung von Druckeigenschaften
- DIN EN ISO 636 Schweißzusätze – Stäbe, Drähte und Schweißgut zum Wolfram-Inertgasschweißen von unlegierten Stählen und Feinkornstählen – Einteilung
- DIN EN ISO 638 Papier, Pappe und Faserstoff – Bestimmung des Trockengehaltes – Wärmeschrankverfahren
- DIN EN ISO 642 Stahl – Stirnabschreckversuch (Jominy-Versuch)
- DIN EN ISO 643 Stahl – Mikrophotographische Bestimmung der erkennbaren Korngröße
- DIN EN ISO 648 Laborgeräte aus Glas – Vollpipetten
- DIN EN ISO 658 Ölsamen – Bestimmung des Gehaltes an Verunreinigungen
- DIN EN ISO 659 Ölsamen – Bestimmung des Ölgehaltes (Referenzverfahren)
- DIN EN ISO 660 Tierische und pflanzliche Fette und Öle – Bestimmung der Säurezahl und der Azidität
- DIN EN ISO 661 Tierische und pflanzliche Fette und Öle – Vorbereitung der Untersuchungsprobe
- DIN EN ISO 662 Tierische und pflanzliche Fette und Öle – Bestimmung des Gehaltes an Feuchtigkeit und flüchtigen Bestandteilen
- DIN EN ISO 663 Tierische und pflanzliche Fette und Öle – Bestimmung des Anteils an unlöslichen Verunreinigungen
- DIN EN ISO 664 Ölsamen – Verkleinerung der Laboratoriumsprobe auf die Untersuchungsprobe
- DIN EN ISO 665 Ölsamen – Bestimmung des Gehaltes an Feuchtigkeit und flüchtigen Bestandteilen
- DIN EN ISO 669 Widerstandsschweißen – Widerstandsschweißeinrichtungen – Mechanische und elektrische Anforderungen
- DIN EN ISO 676 Gewürze und würzende Zutaten – Botanische Nomenklatur
- DIN EN ISO 683 Für eine Wärmebehandlung bestimmte Stähle, legierte Stähle und Automatenstähle
  - Teil 17 Wälzlagerstähle
- DIN EN ISO 703 Fördergurte – Biegsamkeit in Querrichtung (Muldungsfähigkeit) – Prüfverfahren
- DIN EN ISO 707 Milch und Milcherzeugnisse – Leitfaden zur Probenahme
- DIN EN ISO 712 Getreide und Getreideerzeugnisse – Bestimmung des Feuchtegehaltes – Referenzverfahren
- DIN EN ISO 717 Akustik – Bewertung der Schalldämmung in Gebäuden und von Bauteilen
  - Teil 1 Luftschalldämmung
  - Teil 2 Trittschalldämmung
- DIN EN ISO 734 Ölsamenschrote – Bestimmung des Ölgehaltes
  - Teil 1 Extraktionsverfahren mit Hexan (oder Petrolether)
  - Teil 2 Schnellextraktionsverfahren
- DIN EN ISO 748 Hydrometrie – Durchflussmessung in offenen Gerinnen mittels Fließgeschwindigkeitsmessgeräten oder Schwimmern
- DIN EN ISO 772 Hydrometrie – Begriffe und Symbole
- DIN EN ISO 780 Verpackung – Bildzeichen für die Handhabung von Gütern
- DIN EN ISO 787 Allgemeine Prüfverfahren für Pigmente und Füllstoffe
  - Teil 7 Bestimmung des Siebrückstandes – Wasserverfahren – Handspülverfahren
  - Teil 11 Bestimmung des Stampfvolumens und der Stampfdichte (1995)
  - Teil 13 Bestimmung der wasserlöslichen Sulfate, Chloride und Nitrate
  - Teil 14 Bestimmung des spezifischen Widerstandes des wässrigen Extraktes
  - Teil 25 Vergleich der Farbe von Weiß-, Schwarz- und Buntpigmenten in Purton-Systemen – Farbmetrisches Verfahren
- DIN EN ISO 801 Zellstoffe – Bestimmung des Handelsgewichtes von Lieferposten
  - Teil 1 Zellstoffbogen in Ballen
  - Teil 3 Großballen
- DIN EN ISO 835 Laborgeräte aus Glas – Messpipetten
- DIN EN ISO 844 Harte Schaumstoffe – Bestimmung der Druckeigenschaften
- DIN EN ISO 845 Schaumstoffe aus Kautschuk und Kunststoffen – Bestimmung der Rohdichte
- DIN EN ISO 846 Kunststoffe – Bestimmung der Einwirkung von Mikroorganismen auf Kunststoffe
- DIN EN ISO 862 Verpackung – Kindergesicherte Verpackung – Anforderungen und Prüfverfahren für nichtwiederverschließbare Verpackungen für nichtpharmazeutische Produkte
- DIN EN ISO 868 Kunststoffe und Hartgummi – Bestimmung der Eindruckhärte mit einem Durometer (Shore-Härte)
- DIN EN ISO 877 Kunststoffe – Freibewitterung
  - Teil 1 Allgemeine Anleitung
  - Teil 2 Bewitterung und Bestrahlen hinter Fensterglas
  - Teil 3 Beschleunigte Bewitterung mit gebündelter Sonnenstrahlung
- DIN EN ISO 887 Flache Scheiben für metrische Schrauben und Muttern für allgemeine Anwendungen – Allgemeine Übersicht
- DIN EN ISO 898 Mechanische Eigenschaften von Verbindungselementen aus Kohlenstoffstahl und legiertem Stahl
  - Teil 2 Muttern mit festgelegten Festigkeitsklassen – Regelgewinde und Feingewinde
  - Teil 5 Gewindestifte und ähnliche Verbindungselemente mit Gewinde in festgelegten Härteklassen – Regelgewinde und Feingewinde
  - Teil 6 Muttern mit festgelegten Prüfkräften; Feingewinde, August 2012 ersetzt durch DIN EN ISO 898-2
- DIN EN ISO 899 Kunststoffe – Bestimmung des Kriechverhaltens
  - Teil 1 Zeitstand-Zugversuch
- DIN EN ISO 945 Mikrostruktur von Gusseisen
  - Teil 1 Graphitklassifizierung durch visuelle Auswertung
- DIN EN ISO 1043 Kunststoffe – Kennbuchstaben und Kurzzeichen
  - Teil 1 Basis-Polymere und ihre besonderen Eigenschaften
  - Teil 2 Füllstoffe und Verstärkungsstoffe
  - Teil 3 Weichmacher
  - Teil 4 Flammschutzmittel
- DIN EN ISO 1101 Geometrische Produktspezifikation (GPS) – Geometrische Tolerierung – Tolerierung von Form, Richtung, Ort und Lauf
- DIN EN ISO 1302 Geometrische Produktspezifikationen, Angabe der Oberflächenbeschaffenheit in der technischen Produktdokumentation
- DIN EN ISO 1456 Metallische und andere anorganische Überzüge – Galvanische Überzüge aus Nickel, Nickel plus Chrom, Kupfer plus Nickel und Kupfer plus Nickel plus Chrom
- DIN EN ISO 1463 Metall- und Oxidschichten – Schichtdickenmessung – Mikroskopisches Verfahren
- DIN EN ISO 1513 Beschichtungsstoffe – Prüfung und Vorbereitung von Proben
- DIN EN ISO 1514 Beschichtungsstoffe – Norm-Probenplatten
- DIN EN ISO 1518 Beschichtungsstoffe – Bestimmung der Kratzbeständigkeit
  - Teil 1 Verfahren mit konstanter Last
  - Teil 2 Verfahren mit kontinuierlich ansteigender Last
- DIN EN ISO 1519 Beschichtungsstoffe – Dornbiegeversuch (zylindrischer Dorn)
- DIN EN ISO 1520 Beschichtungsstoffe – Tiefungsprüfung
- DIN EN ISO 1522 Beschichtungsstoffe – Pendeldämpfungsprüfung
- DIN EN ISO 1524 Beschichtungsstoffe und Druckfarben – Bestimmung der Mahlfeinheit (Körnigkeit)
- DIN EN ISO 2062 Textilien – Garne von Aufmachungseinheiten – Bestimmung der Höchstzugkraft und Höchstzugkraftdehnung von Garnabschnitten unter Verwendung eines Prüfgeräts mit konstanter Verformungsgeschwindigkeit
- DIN EN ISO 2064 Metallische und andere anorganische Schichten – Definitionen und Festlegungen, die die Messung der Schichtdicke betreffen
- DIN EN ISO 2178 Nichtmagnetische Überzüge auf magnetischen Grundmetallen – Messen der Schichtdicke – Magnetverfahren
- DIN EN ISO 2360 Nichtleitende Überzüge auf nichtmagnetischen metallischen Grundwerkstoffen – Messen der Schichtdicke – Wirbelstromverfahren
- DIN EN ISO 2361 Elektrolytisch erzeugte Nickelschichten auf magnetischen und nichtmagnetischen Grundmetallen – Messen der Schichtdicke – Magnetverfahren
- DIN EN ISO 2409 Beschichtungsstoffe – Gitterschnittprüfung
- DIN EN ISO 2808 Beschichtungsstoffe – Bestimmung der Schichtdicke
- DIN EN ISO 3098 Technische Produktdokumentation, Schriften
  - Teil 0 Grundregeln
  - Teil 2 Lateinisches Alphabet, Ziffern und Zeichen
  - Teil 3 Griechisches Alphabet
  - Teil 4 Diakritische und besondere Zeichen im lateinischen Alphabet
  - Teil 5 CAD-Schrift des lateinischen Alphabetes sowie der Ziffern und Zeichen
  - Teil 6 Kyrillisches Alphabet
- DIN EN ISO 3166 Codes für die Namen von Ländern und deren Untereinheiten
  - Teil 1 Codes für Ländernamen
- DIN EN ISO 3497 Metallische Schichten – Schichtdickenmessung – Röntgenfluoreszenz-Verfahren
- DIN EN ISO 3543 Metallische und nichtmetallische Schichten – Dickenmessung – Betarückstreu-Verfahren
- DIN EN ISO 3668 Beschichtungsstoffe – Visueller Vergleich der Farbe von Beschichtungen
- DIN EN ISO 3682 Bindemittel für Beschichtungsstoffe – Bestimmung der Säurezahl – Titrimetrisches Verfahren, Juni 2002 ersetzt durch DIN EN ISO 2114
- DIN EN ISO 3740 Leitlinien zur Anwendung der Grundnormen zur Bestimmung der Schallleistungspegel von Geräuschquellen
- DIN EN ISO 3744 Akustik – Bestimmung der Schallleistungspegel von Geräuschquellen aus Schalldruckmessungen – Hüllflächenverfahren der Genauigkeitsklasse 2 für ein im Wesentlichen freies Schallfeld über einer reflektierenden Ebene
- DIN EN ISO 3882 Metallische und andere anorganische Überzüge – Übersicht über Verfahren zur Schichtdickenmessung
- DIN EN ISO 4014 Sechskantschrauben mit Schaft
- DIN EN ISO 4017 Sechskantschrauben mit Gewinde bis Kopf
- DIN EN ISO 4063 Lichtbogenhandschweißen
- DIN EN ISO 4126 Sicherheitseinrichtungen gegen unzulässigen Überdruck
  - Teil 1: Sicherheitsventile
  - Teil 2: Berstscheibeneinrichtungen
  - Teil 3: Sicherheitsventile und Berstscheibeneinrichtungen in Kombination
  - Teil 4: Pilotgesteuerte Sicherheitsventile
  - Teil 5: Gesteuerte Sicherheitsventile (CSPRS)
  - Teil 6: Berstscheibeneinrichtungen; Anwendung, Auswahl und Einbau
  - Teil 7: Allgemeine Daten
- DIN EN ISO 4287 Geometrische Produktspezifikation (GPS) – Oberflächenbeschaffenheit: Tastschnittverfahren – Benennungen, Definitionen und Kenngrößen der Oberflächenbeschaffenheit
- DIN EN ISO 4288 Geometrische Produktspezifikation (GPS) – Oberflächenbeschaffenheit: Tastschnittverfahren – Regeln und Verfahren für die Beurteilung der Oberflächenbeschaffenheit
- DIN EN ISO 4413 Fluidtechnik – Allgemeine Regeln und sicherheitstechnische Anforderungen an Hydraulikanlagen und deren Bauteile
- DIN EN ISO 4414 Fluidtechnik – Allgemeine Regeln und sicherheitstechnische Anforderungen an Pneumatikanlagen und deren Bauteile
- DIN EN ISO 4762 Zylinderschrauben mit Innensechskant
- DIN EN ISO 4892 Kunststoffe – Künstliches Bestrahlen oder Bewittern in Geräten
  - Teil 1 Allgemeine Anleitung
  - Teil 2 Xenonbogenlampen
  - Teil 3 UV-Leuchtstofflampen
- DIN EN ISO 5436 Geometrische Produktspezifikation (GPS) – Oberflächenbeschaffenheit: Tastschnittverfahren; Normale
  - Teil 1 Maßverkörperungen
  - Teil 2 Software-Normale
- DIN EN ISO 5492 Sensorische Analyse – Vokabular
- DIN EN ISO 6270 Beschichtungsstoffe – Bestimmung der Beständigkeit gegen Feuchtigkeit
  - Teil 1 Kontinuierliche Kondensation
  - Teil 2 Verfahren zur Beanspruchung von Proben in Kondenswasserklimaten
- DIN EN ISO 6385 Grundsätze der Ergonomie für die Gestaltung von Arbeitssystemen (ersetzt seit 2004 DIN 33400 und die nachfolgende DIN V ENV 26385:1990-12)
- DIN EN ISO 7010 Sicherheitszeichen – Graphische Symbole – Sicherheitsfarben
- DIN EN ISO 7092 Flache Scheiben – Kleine Reihe, Produktklasse A (früher DIN 433)
- DIN EN ISO 7093 Flache Scheiben – Große Reihe
  - Teil 1 Produktklasse A
  - Teil 2 Produktklasse C
- DIN EN ISO 8256 Kunststoffe – Bestimmung der Schlagzugzähigkeit
- DIN EN ISO 8402 Qualitätsmanagement, Begriffe (deutsch/englisch/französisch) Januar 2001 ersetzt durch DIN EN ISO 9000
  - Beiblatt 1 Qualitätsmanagement, Anmerkungen zu Begriffen. Februar 2001 ohne Ersatz zurückgezogen
- DIN EN ISO 8676 Sechskantschrauben mit Gewinde bis Kopf und metrischem Feingewinde, Produktklassen A und B
- DIN EN ISO 9000 Qualitätsmanagementsysteme, Grundlagen und Begriffe
- DIN EN ISO 9001 Qualitätsmanagementsysteme, Forderungen
- DIN EN ISO 9004 Qualitätsmanagementsysteme, Leitfaden zur Leistungsverbesserung
- DIN EN ISO 9013 Thermisches Schneiden – Einteilung thermischer Schnitte – Geometrische Produktspezifikation und Qualität
- DIN EN ISO 9241 Ergonomische Anforderungen für Bürotätigkeiten mit Bildschirmgeräten
  - Teil 1 Allgemeine Einführung
  - Teil 2 Anforderungen an die Arbeitsaufgaben – Leitsätze
  - Teil 3 Anforderungen an visuelle Anzeigen
  - Teil 4 Anforderungen an Tastaturen
  - Teil 5 Anforderungen an die Arbeitsplatzgestaltung und Körperhaltung
  - Teil 6 Anforderungen an die Arbeitsumgebung
  - Teil 7 Anforderungen an visuelle Anzeigen bezüglich Reflexionen
  - Teil 8 Anforderungen an Farbdarstellungen
  - Teil 9 Anforderungen an Eingabegeräte – außer Tastaturen
  - Teil 11 Anforderungen an die Gebrauchstauglichkeit – Leitsätze
  - Teil 12 Informationsdarstellung
  - Teil 13 Benutzerführung
  - Teil 14 Dialogführung mittels Menüs
  - Teil 15 Dialogführung mittels Kommandosprachen
  - Teil 16 Dialogführung mittels direkter Manipulation
  - Teil 17 Dialogführung mittels Bildschirmformularen
  - Teil 110 Grundsätze der Dialoggestaltung (ersetzt den bisherigen Teil 10)
  - Teil 151 Leitlinien zur Gestaltung von Benutzungsschnittstellen für das World Wide Web
  - Teil 171 Leitlinien für die Zugänglichkeit von Software
  - Teil 300 Einführung in Anforderungen und Messtechniken für elektronische optische Anzeigen
  - Teil 302 Terminologie für elektronische optische Anzeigen
  - Teil 303 Anforderungen an elektronische optische Anzeigen
  - Teil 304 Prüfverfahren zur Benutzerleistung
  - Teil 305 Optische Laborprüfverfahren für elektronische optische Anzeigen
  - Teil 306 Vor-Ort-Bewertungsverfahren für elektronische optische Anzeigen
  - Teil 307 Analyse und Konformitätsverfahren für elektronische optische Anzeigen
  - Teil 309 Anzeigen mit organischen, Licht emittierende Dioden
  - Teil 400 Grundsätze und Anforderungen für physikalische Eingabegeräte
  - Teil 410 Gestaltungskriterien für physikalische Eingabegeräte
- DIN EN ISO 9509 Wasserbeschaffenheit – Toxizitätstest zur Bestimmung der Nitrifikationshemmung in Belebtschlamm
- DIN EN ISO 9921 Ergonomie – Beurteilung der Sprachkommunikation
- DIN EN ISO 9999 Technische Hilfsmittel für behinderte Menschen

## DIN EN ISO 10000–99999
- DIN EN ISO 10075 Ergonomische Grundlagen bezüglich psychischer Arbeitsbelastung
  - Teil 1 Allgemeines und Begriffe
  - Teil 2 Gestaltungsgrundsätze
  - Teil 3 Grundsätze und Anforderungen an Verfahren zur Messung und Erfassung psychischer Arbeitsbelastung
- DIN EN ISO 10218 Industrieroboter – Sicherheitsanforderungen
  - Teil 1 Roboter
  - Teil 2 Robotersysteme und Integration
- DIN EN ISO 10545 Keramische Fliesen und Platten
  - Teil 1 Probeannahme und Grundlagen für die Annahme
  - Teil 2 Bestimmung der Maße und der Oberflächenbeschaffenheit
  - Teil 3 Bestimmung von Wasseraufnahme, offener Porosität scheinbarer relativer Dichte und Rohdichte
  - Teil 4 Bestimmung der Biegefestigkeit und der Bruchlast
  - Teil 5 Bestimmung der Schlagfestigkeit durch Messung des Rückprallkoeffizienten
  - Teil 6 Bestimmung des Widerstands gegen Tiefenverschleiß für unglasierte Fliesen und Platten
  - Teil 7 Bestimmung des Widerstands gegen Oberflächenverschleiß für glasierte Fliesen und Platten
  - Teil 8 Bestimmung der linearen thermischen Dehnung
  - Teil 9 Bestimmung der Temperaturwechselbeständigkeit
  - Teil 10 Bestimmung der Feuchtigkeitsdehnung
  - Teil 11 Bestimmung der Widerstandsfähigkeit gegen Glasurrisse für glasierte Fliesen und Platten
  - Teil 12 Bestimmung der Frostbeständigkeit
  - Teil 13 Bestimmung der chemischen Beständigkeit
  - Teil 14 Bestimmung der Beständigkeit gegen Fleckenbildung
  - Teil 15 Bestimmung der Abgabe von Blei und Cadmium
  - Teil 16 Bestimmung kleiner Farbabweichungen
- DIN EN ISO 10628 Fließschemata für verfahrenstechnische Anlagen – Allgemeine Regeln
- DIN EN ISO 10848 Akustik – Messung der Flankenübertragung von Luftschall und Trittschall zwischen benachbarten Räumen in Prüfständen
  - Teil 1 Rahmendokument
  - Teil 2 Anwendung auf leichte Bauteile, wenn die Verbindung geringen Einfluss hat
  - Teil 3 Anwendung auf leichte Bauteile, wenn die Verbindung wesentlichen Einfluss hat
  - Teil 4 Alle anderen Fälle
- DIN EN ISO 11199 Gehhilfen für beidarmige Handhabung
  - Teil 1 Gehrahmen
  - Teil 2 Rollatoren
  - Teil 3 Gehwagen
- DIN EN ISO 11161 Sicherheit von Maschinen – Integrierte Fertigungssysteme – Grundlegende Anforderungen
- DIN EN ISO 11201 Akustik – Geräuschabstrahlung von Maschinen und Geräten – Bestimmung von Emissions-Schalldruckpegeln am Arbeitsplatz und an anderen festgelegten Orten in einem im Wesentlichen freien Schallfeld über einer reflektierenden Ebene mit vernachlässigbaren Umgebungskorrekturen
- DIN EN ISO 11202 Akustik – Geräuschabstrahlung von Maschinen und Geräten – Bestimmung von Emissions-Schalldruckpegeln am Arbeitsplatz und an anderen festgelegten Orten unter Anwendung angenäherter Umgebungskorrekturen
- DIN EN ISO 11203 Akustik – Geräuschabstrahlung von Maschinen und Geräten – Bestimmung von Emissions-Schalldruckpegeln am Arbeitsplatz und an anderen festgelegten Orten aus dem Schallleistungspegel
- DIN EN ISO 11204 Akustik – Geräuschabstrahlung von Maschinen und Geräten – Bestimmung von Emissions-Schalldruckpegeln am Arbeitsplatz und an anderen festgelegten Orten unter Anwendung exakter Umgebungskorrekturen
- DIN EN ISO 11205 Akustik – Geräuschabstrahlung von Maschinen und Geräten – Verfahren der Genauigkeitsklasse 2 zur Bestimmung von Emissions-Schalldruckpegeln am Arbeitsplatz und an anderen festgelegten Orten unter Einsatzbedingungen aus Schallintensitätsmessungen
- DIN EN ISO 11609 Zahnheilkunde – Zahnpasten – Anforderungen, Prüfverfahren und Kennzeichnung
- DIN EN ISO 11688-1 Akustik – Richtlinien für die Konstruktion lärmarmer Maschinen und Geräte – Teil 1: Planung
- DIN EN ISO 11957 Akustik – Messung der Schalldämmung von Schallschutzkabinen – Messungen im Labor und im Einsatzfall
- DIN EN ISO 12100 Sicherheit von Maschinen – Allgemeine Gestaltungsleitsätze – Risikobeurteilung und Risikominderung
- DIN EN ISO 12499 Industrieventilatoren – Mechanische Sicherheit von Ventilatoren – Berührungsschutz
- DIN EN ISO 13406 Ergonomische Anforderungen für Tätigkeiten an optischen Anzeigeeinheiten in Flachbauweise
  - Teil 1 Einführung
  - Teil 2 Ergonomische Anforderungen an Flachbildschirme
- DIN EN ISO 13407 Benutzer-orientierte Gestaltung interaktiver Systeme
- DIN EN ISO 13485 Medizinprodukte – Qualitätsmanagementsysteme – Anforderungen für regulatorische Zwecke
- DIN EN ISO 13802 Kunststoffe – Verifizierung von Pendelschlagwerken – Charpy-, Izod- und Schlagzugversuch
- DIN EN ISO 13833 Bestimmung des Verhältnisses von Kohlendioxid aus Biomasse (biogen) und aus fossilen Quellen
- DIN EN ISO 13849 Sicherheit von Maschinen – Sicherheitsbezogene Teile von Steuerungen
  - Teil 1: Allgemeine Gestaltungsleitsätze
  - Teil 2: Validierung
- DIN EN ISO 13850 Sicherheit von Maschinen – Not-Halt – Gestaltungsleitsätze
- DIN EN ISO 13851 Sicherheit von Maschinen – Zweihandschaltungen – Funktionelle Aspekte und Gestaltungsleitsätze
- DIN EN ISO 13854 Sicherheit von Maschinen – Mindestabstände zur Vermeidung des Quetschens von Körperteilen
- DIN EN ISO 13855 Sicherheit von Maschinen – Anordnung von Schutzeinrichtungen im Hinblick auf Annäherungsgeschwindigkeiten von Körperteilen
- DIN EN ISO 13856 Sicherheit von Maschinen – Druckempfindliche Schutzeinrichtungen
  - Teil 1: Allgemeine Leitsätze für die Gestaltung und Prüfung von Schaltmatten und Schaltplatten
  - Teil 2: Allgemeine Leitsätze für die Gestaltung und Prüfung von Schaltleisten und Schaltstangen
  - Teil 3: Allgemeine Leitsätze für die Gestaltung und Prüfung von Schaltpuffern, Schaltflächen, Schaltleinen und ähnlichen Einrichtungen
- DIN EN ISO 13857 Sicherheit von Maschinen – Sicherheitsabstände gegen das Erreichen von Gefährdungsbereichen mit den oberen und unteren Gliedmaßen
- DIN EN ISO 14118 Sicherheit von Maschinen – Vermeidung von unerwartetem Anlauf
- DIN EN ISO 14119 Sicherheit von Maschinen – Verriegelungseinrichtungen in Verbindung mit trennenden Schutzeinrichtungen – Leitsätze für Gestaltung und Auswahl
- DIN EN ISO 14120 Sicherheit von Maschinen – Trennende Schutzeinrichtungen – Allgemeine Anforderungen an Gestaltung und Bau von feststehenden und beweglichen trennenden Schutzeinrichtungen
- DIN EN ISO 14121 Sicherheit von Maschinen – Risikobeurteilung
  - Teil 1 Leitsätze
- DIN EN ISO 14122 Ortsfeste Zugänge zu maschinellen Anlagen
  - Teil 1 Wahl eines ortsfesten Zugangs zwischen zwei Ebenen
  - Teil 2 Arbeitsbühnen und Laufstege
  - Teil 3 Treppen, Treppenleitern und Geländer
  - Teil 4 Ortsfeste Steigleitern
- DIN EN ISO 14123 Sicherheit von Maschinen – Minderung von Gesundheitsrisiken, die auf Gefahrstoffemissionen von Maschinen zurückzuführen sind
  - Teil 1: Grundsätze und Festlegungen für Maschinenhersteller
  - Teil 2: Methodik beim Aufstellen von Überprüfungsverfahren
- DIN EN ISO 14583 Flachkopfschrauben mit Innensechsrund
- DIN EN ISO 14644 Reinräume und zugehörige Reinraumbereiche
  - Teil 1 Klassifizierung der Luftreinheit
  - Teil 2 Festlegungen zur Prüfung und Überwachung zum Nachweis der fortlaufenden Übereinstimmung mit ISO 14644-1
  - Teil 3 Prüfverfahren
  - Teil 4 Planung, Ausführung und Erst-Inbetriebnahme
  - Teil 5 Betrieb
  - Teil 6 Terminologie
  - Teil 7 SD-Module (Reinlufthauben, Handschuhboxen, Isolatoren und Minienvironments)
  - Teil 8 Klassifikation luftgetragener molekularer Kontamination
  - Teil 9 Klassifizierung der partikulären Oberflächenreinheit (z. Z. Entwurf)
- DIN EN ISO 14688 Geotechnische Erkundung und Untersuchung – Benennung, Beschreibung und Klassifizierung von Boden
  - Teil 1 Benennung und Beschreibung
  - Teil 2 Grundlagen für Bodenklassifizierungen
- DIN EN ISO 14689 Geotechnische Erkundung und Untersuchung – Benennung, Beschreibung und Klassifizierung von Fels
  - Teil 1 Benennung und Beschreibung
- DIN EN ISO 14971 Medizinprodukte – Anwendung des Risikomanagements auf Medizinprodukte
- DIN EN ISO 15502 Haushalt-Kühl-/Gefriergeräte – Eigenschaften und Prüfverfahren
- DIN EN ISO 15536 Ergonomie – Computer-Manikins und Körperumrissschablonen
  - Teil 1 Allgemeine Anforderungen
  - Teil 2 Prüfung der Funktionen und Validierung der Maße von Computer-Manikin-Systemen
- DIN EN ISO 15854 Zahnheilkunde – Guss- und Basisplattenwachse
- DIN EN ISO 15883 Reinigungs-Desinfektionsgeräte
  - Teil 1 Allgemeine Anforderungen, Begriffe und Prüfverfahren
  - Teil 2 Anforderungen und Prüfverfahren von Reinigungs-Desinfektionsgeräten mit thermischer Desinfektion für chirurgische Instrumente, Anästhesiegeräte, Gefäße, Utensilien, Glasgeräte usw.
  - Teil 3 Anforderungen und Prüfverfahren von Reinigungs-Desinfektionsgeräten mit thermischer Desinfektion für Behälter für menschliche Ausscheidungen
  - Teil 4 Anforderungen und Prüfverfahren für Reinigungs-Desinfektionsgeräte mit chemischer Desinfektion für thermolabile Endoskope
  - Teil 5 Prüfanschmutzungen und -verfahren zum Nachweis der Reinigungswirkung (z. Z. DIN ISO/TS 15883-5)
  - Teil 6 Anforderungen und Prüfverfahren von Reinigungs-Desinfektionsgeräten mit thermischer Desinfektion für nicht invasive, nicht kritische Medizinprodukte und Zubehör im Gesundheitswesen (z. Z. Entwurf)
- DIN EN ISO 16092 Werkzeugmaschinen-Sicherheit – Pressen
  - Teil 1: Allgemeine Sicherheitsanforderungen
  - Teil 2: Sicherheitsanforderungen für mechanische Pressen
  - Teil 3: Sicherheitsanforderungen für hydraulische Pressen
  - Teil 4: Pneumatische Pressen
- DIN EN ISO 16911 Emissionen aus stationären Quellen – Manuelle und automatische Bestimmung der Geschwindigkeit und des Volumenstroms in Abgaskanälen
  - Teil 1 Manuelles Referenzverfahren
  - Teil 2 Kontinuierliche Messverfahren
- DIN EN ISO/IEC 17025 Allgemeine Anforderungen an die Kompetenz von Prüf- und Kalibrierlaboratorien
- DIN EN ISO 17707 Schuhe – Prüfverfahren für Laufsohlen – Biegeverhalten
- DIN EN ISO 19011 Leitfaden für Audits von Qualitätsmanagement- und/oder Umweltmanagementsystemen
- DIN EN ISO 19353 Sicherheit von Maschinen – Vorbeugender und abwehrender Brandschutz
- DIN EN ISO 19650 Organisation und Digitalisierung von Informationen zu Bauwerken und Ingenieurleistungen, einschließlich Bauwerksinformationsmodellierung (BIM)
  - Teil 1 Begriffe und Grundsätze
  - Teil 2 Planungs-, Bau- und Inbetriebnahmephase
- DIN EN ISO 20273 Durchgangslöcher für Schrauben – Deutsche Fassung
- DIN EN ISO 20344 Persönliche Schutzausrüstung – Prüfverfahren für Schuhe
- DIN EN ISO 20345 Persönliche Schutzausrüstung – Sicherheitsschuhe
- DIN EN ISO 20346 Persönliche Schutzausrüstung – Schutzschuhe
- DIN EN ISO 20347 Persönliche Schutzausrüstung – Berufsschuhe
- DIN EN ISO 20567 Beschichtungsstoffe – Prüfung der Steinschlagfestigkeit von Beschichtungen
  - Teil 1 Multischlagprüfung
  - Teil 2 Einzelschlagprüfung mit geführtem Schlagkörper
  - Teil 3 Einzelschlagprüfung mit frei fliegendem Schlagkörper
- DIN EN ISO 20607 Sicherheit von Maschinen – Betriebsanleitung – Allgemeine Gestaltungsgrundsätze
- DIN EN ISO 22475 Geotechnische Erkundung und Untersuchung – Probenentnahmeverfahren und Grundwassermessungen
  - Teil 1 Technische Grundlagen der Ausführung
  - Teil 2 Qualifikationskriterien für Unternehmen und Personal
  - Teil 3 Konformitätsbewertung von Unternehmen und Personal durch eine Zertifizierungsstelle
- DIN EN ISO 22476 Geotechnische Erkundung und Untersuchung – Felduntersuchungen
  - Teil 1 Drucksondierungen mit elektrischen Messwertaufnehmern und Messeinrichtungen für den Porenwasserdruck
  - Teil 2 Rammsondierungen
  - Teil 3 Standard Penetration Test
  - Teil 4 Pressiometerversuch nach Ménard
  - Teil 5 Versuch mit dem flexiblen Dilatometer
  - Teil 6 Versuch mit dem selbstbohrenden Pressiometer (in Vorbereitung)
  - Teil 7 Seitendruckversuch
  - Teil 8 Versuch mit dem Verdrängungspressiometer (in Vorbereitung)
  - Teil 9 Flügelscherversuch
  - Teil 10 Gewichtssondierung
  - Teil 11 Flachdilatometerversuch
  - Teil 12 Drucksondierungen mit mechanischen Messwertaufnehmern
  - Teil 13 Belastungsversuch mit Flachgründungen (in Vorbereitung)
- DIN EN ISO 80000, teilweise DIN EN 80000 Größen und Einheiten
  - Teile 1 bis 13
- DIN EN ISO 81714 Gestaltung von graphischen Symbolen für die Anwendungen der technischen Produktdokumentation
  - Teil 1 Grundregeln